# Johann Pfeiffer
Johann Pfeiffer (Nuremberg, 1 de gener de 1697 - Bayreuth, 1761) fou un compositor i mestre de capella del Barroc tardà. Simultaniejà els estudis universitaris amb el cultiu de la música; el 1720 ingressà com a primer violí al servei del duc de Saxònia-Weimar, i el 1726 el mèrit de les seves composicions li feu assolir el títol de mestre de concert. Acompanyà aquell duc en els seus viatges per Països Baixos i per França i, finalment, el 1734 se'l nomenà mestre de capella de Bayreuth. Les obres de Pfeiffer foren molt apreciades en Alemanya a mitjan segle xviii, i consistiren en simfonies per a orquestra, obres per a clavecí i música religiosa.